# Aeródromo Isla Mocha
El Aeródromo Isla Mocha (OACI: SCIM) es un terminal aéreo de la Isla Mocha, Provincia de Arauco, Región del Biobío, Chile. Este aeródromo es de carácter público.